# Гондола

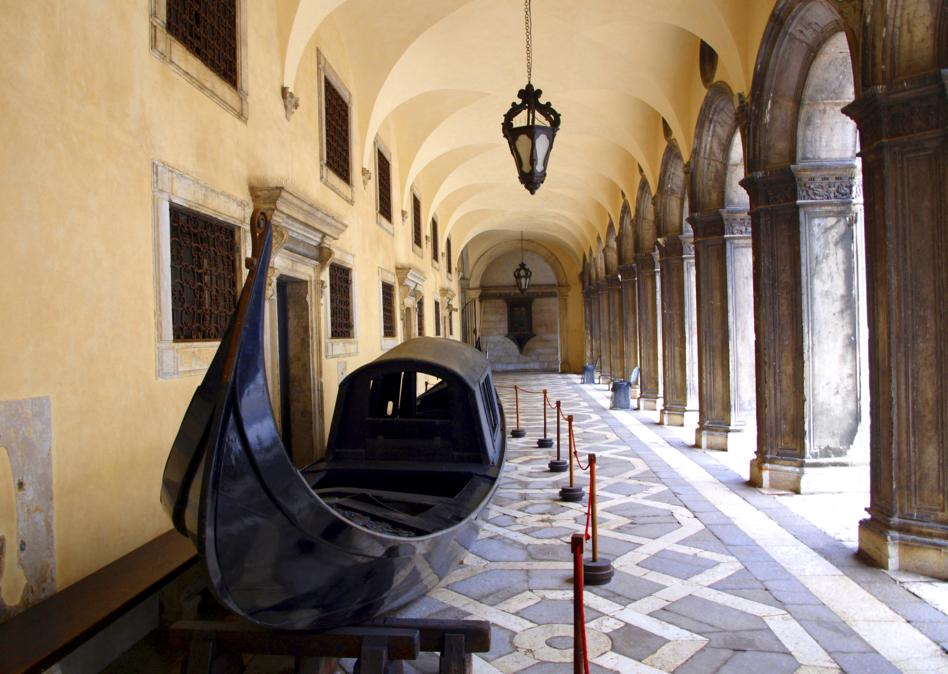
Стара гондола в Палаці Дожів (Венеція)

Гондола на Гранд-каналі

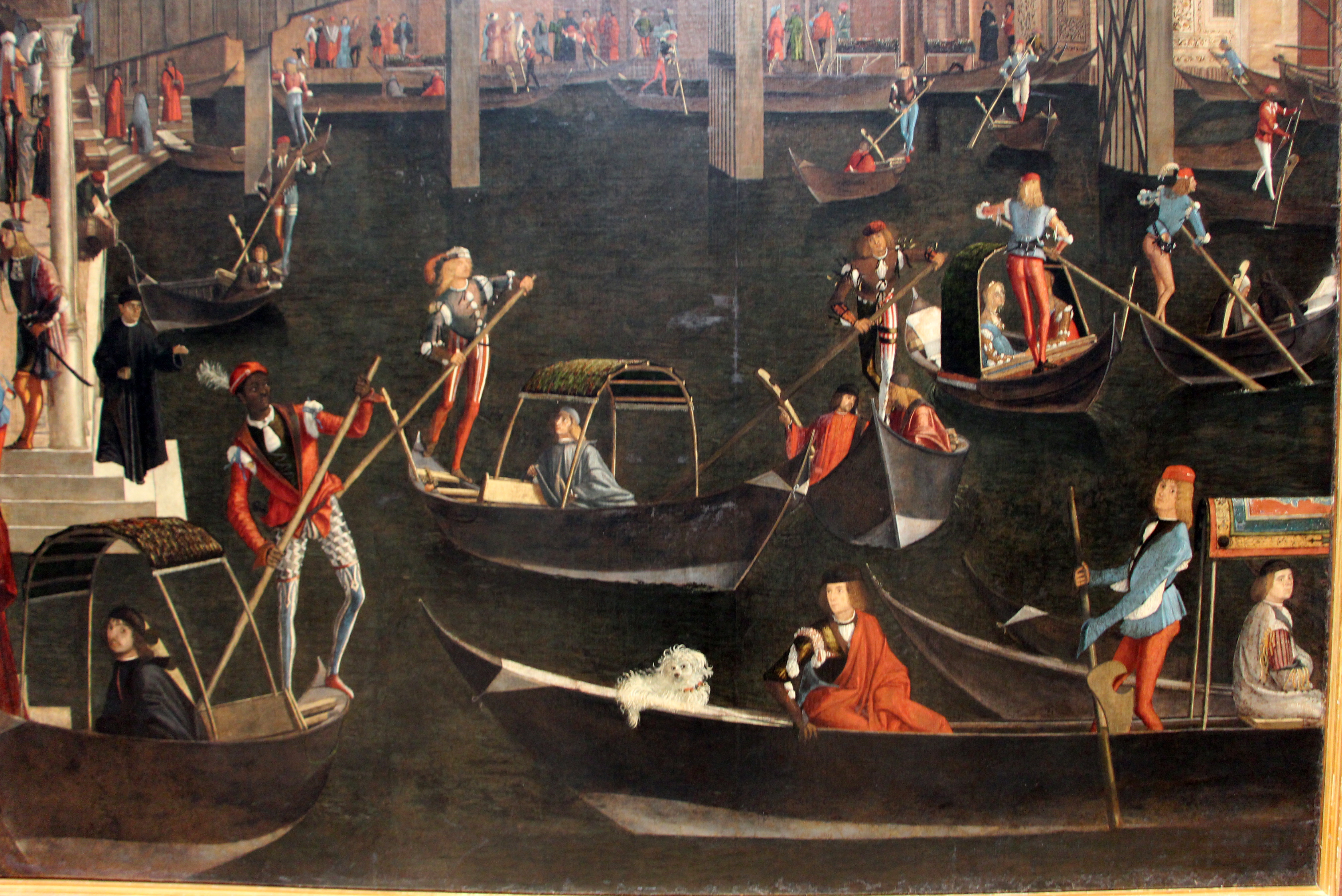
Зображення гондоли на картині Вітторе Карпаччо «Чудо реліквії Хреста на мосту Ріальто» (фрагмент), 1494

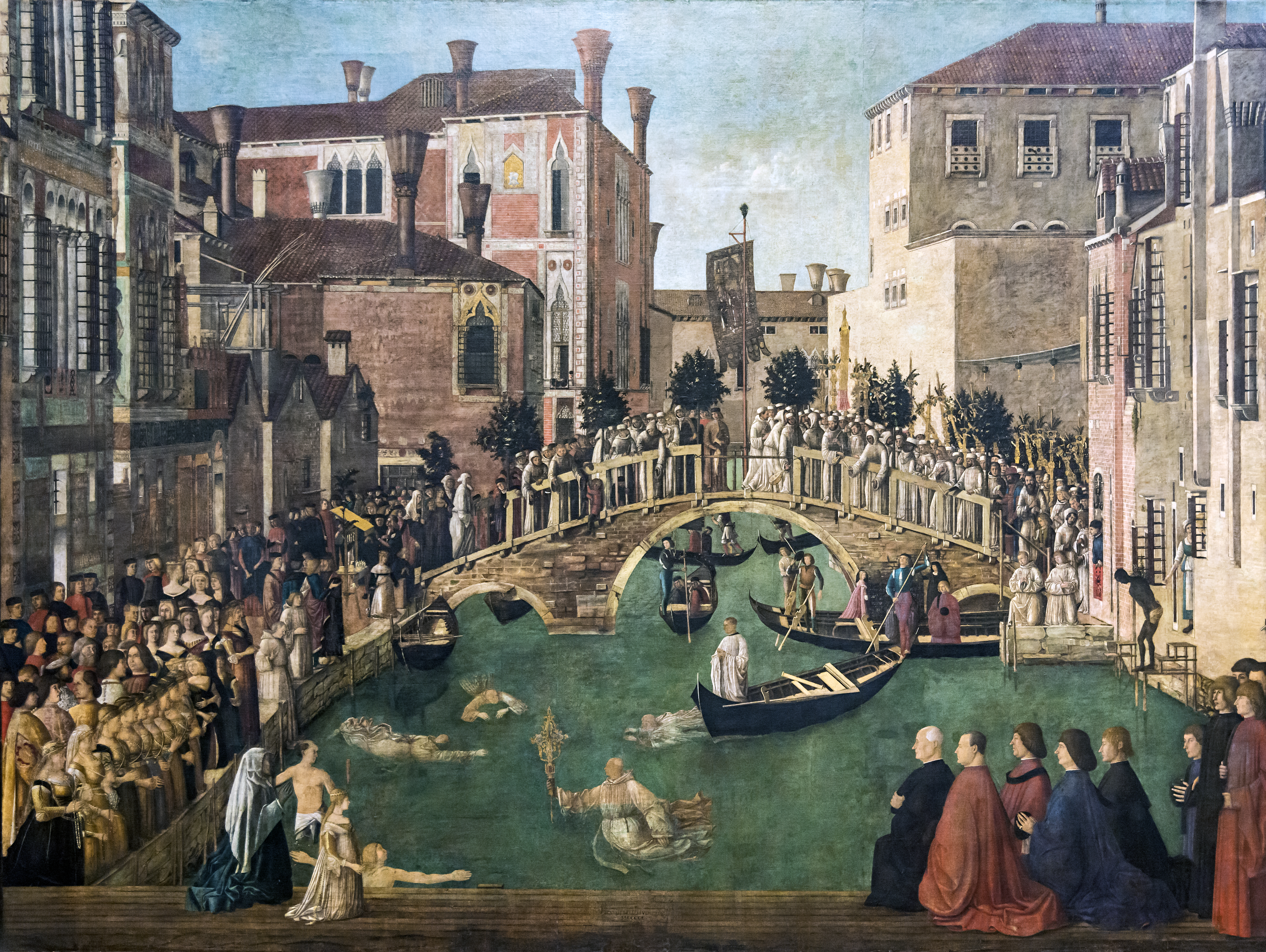
Зображення гондоли на картині Джентіле Белліні «Диво Хреста на мосту Св. Лоренцо», 1550

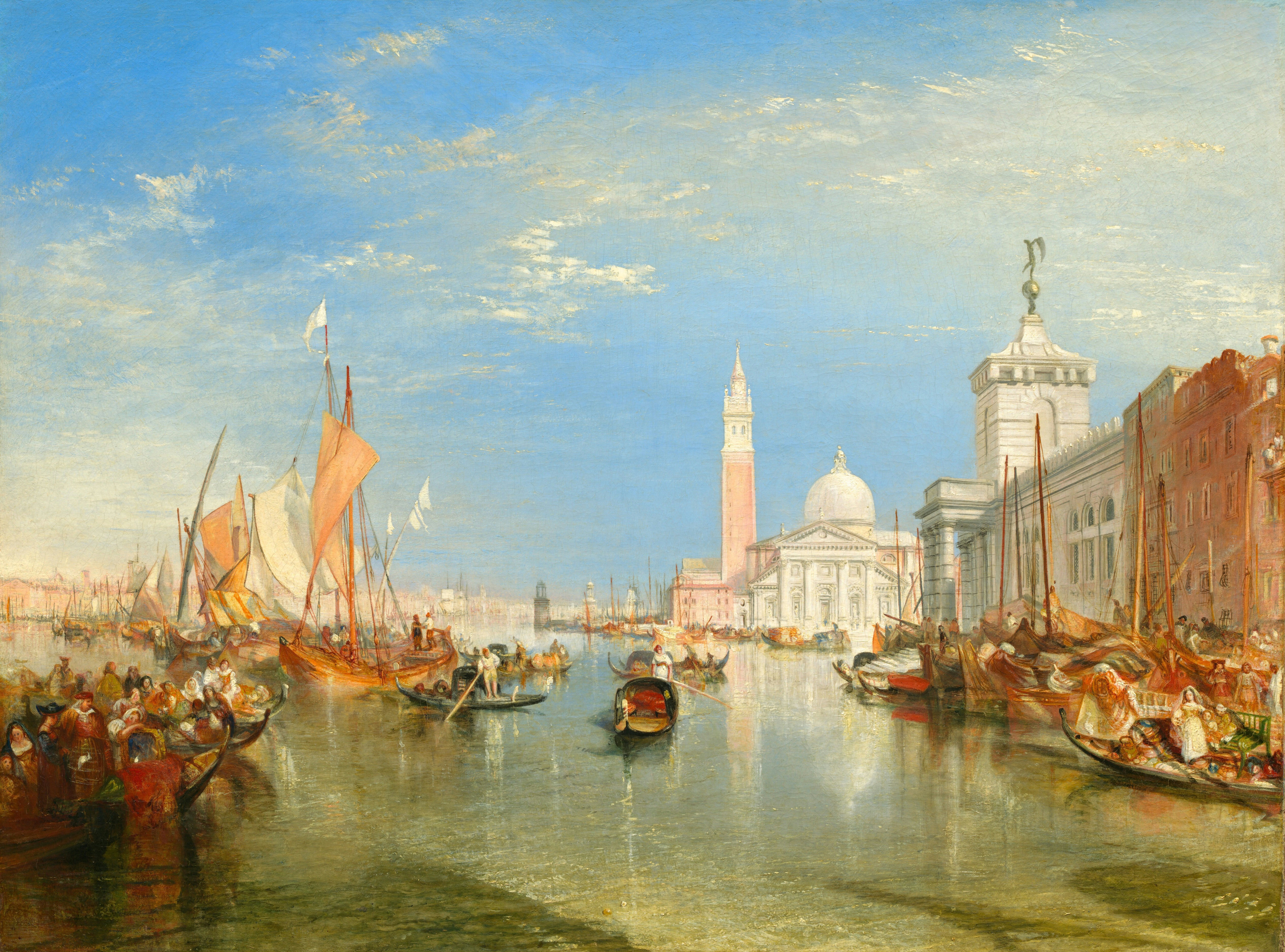
Гондольєри на картині Вільяма Тернера. Митниця і Сан-Джорджо Маджоре, 1834

Ферро на носі гондоли

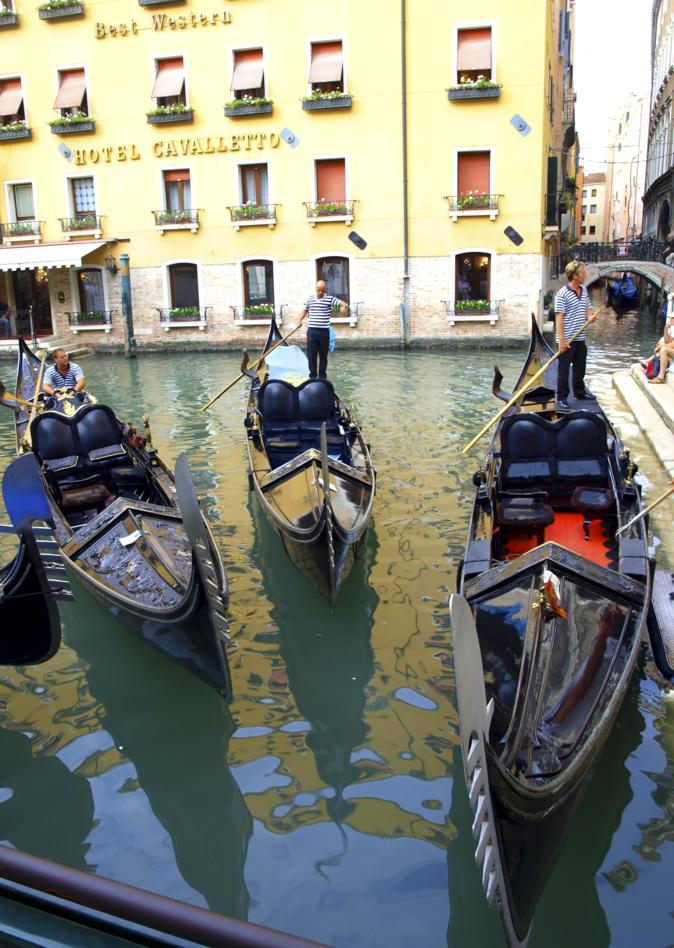
Гондольєри

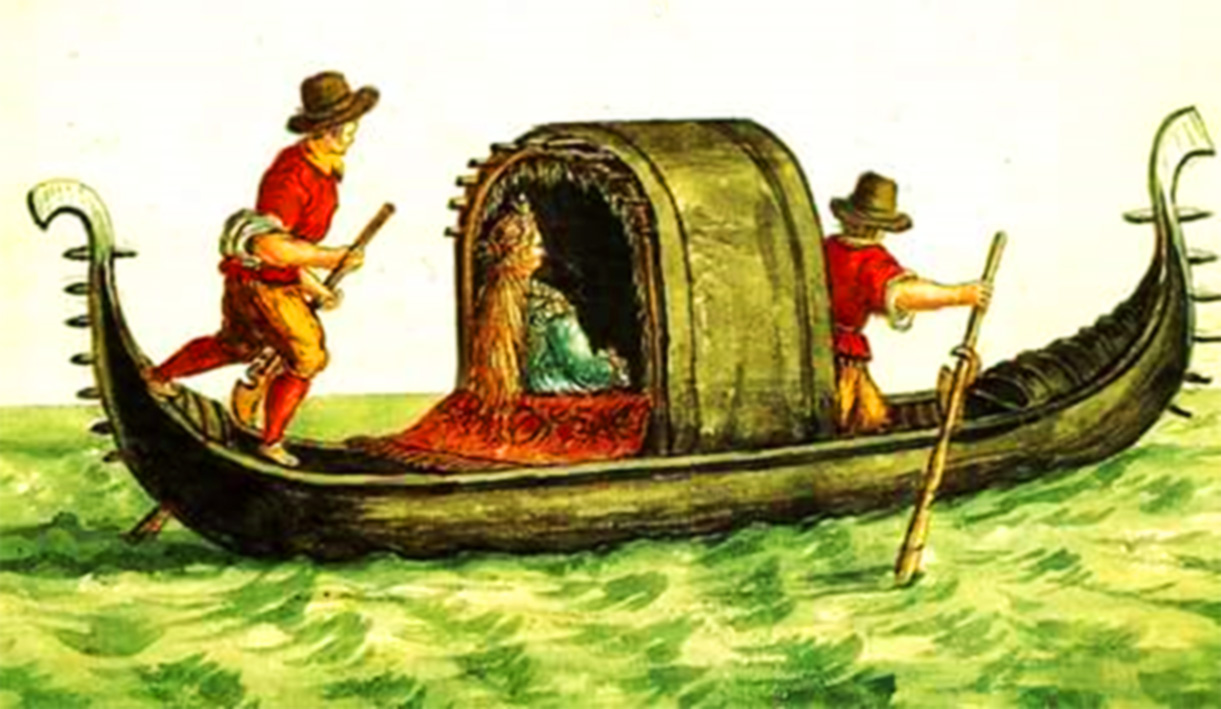
Наречена на гондолі, XVIII ст.

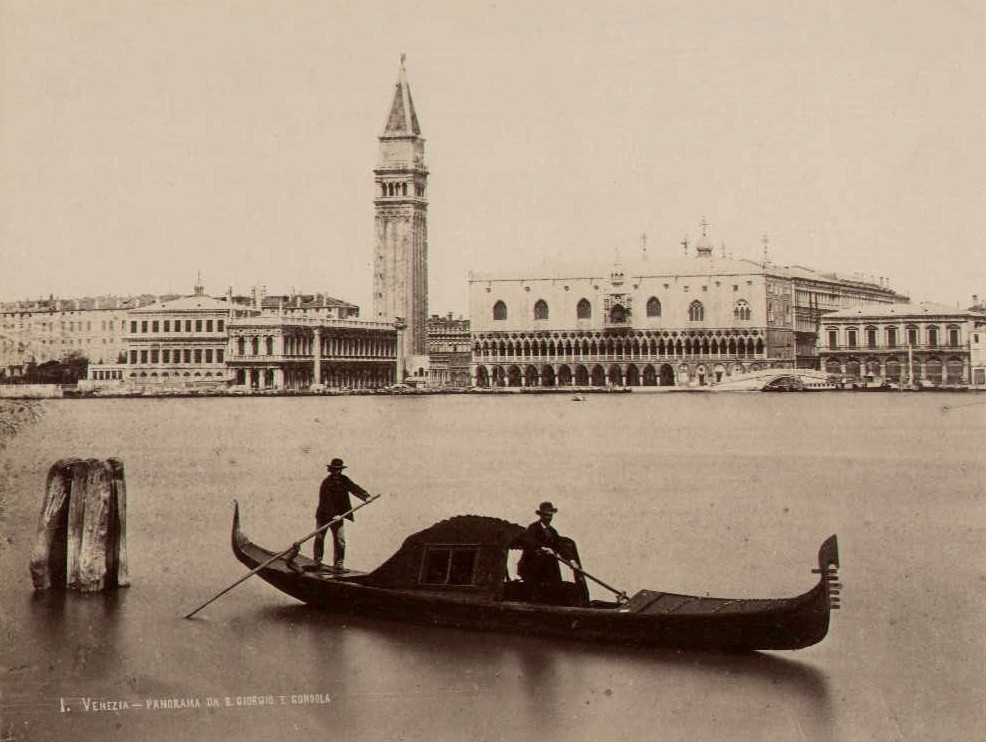
Гондола з кабіною (felze). Фото Карло Найа, XIX ст.

Гондо́ла (венеційська гондола), також ґондоля — традиційний венеційський гребний човен. Є одним із символів Венеції.
Історично була головним засобом пересування по каналах міста, в наш час[коли?] гондоли служать для розваги туристів. За оцінкою істориків у XVIII столітті у Венеції налічувалося декілька тисяч гондол.
Кількість ліцензій на роботу гондольєром у Венеції жорстко обмежена — 425.[джерело?] Ліцензії можуть передаватися у спадок від батька до сина, внаслідок чого потрапити до числа гондольєрів сторонній людині непросто.

## Конструкція
Розміри і конструкція човна встановлено законом, починаючи з XVIII століття.
Довжина човна становить 11,05 метрів, ширина 140 сантиметрів, дно плоске без кіля. Вага порожньої гондоли становить близько 900 фунтів (приблизно 400 кілограмів). Гондола має асиметричну форму, довжина обводу її лівого борту на 24 сантиметри більша, ніж правого. Корпус човна має закруглену форму, ніс і корма підняті вгору, щоб максимально зменшити площу контакту з водою, і задати весляру орієнтири напряму руху.
При виготовленні гондоли застосовується дев'ять сортів дерева. Після виготовлення корпус човна покривають декількома шарами спеціального чорного лаку.
У гондоли всього одне весло, історично це було викликано вузькістю каналів, у яких двовеслові човни не змогли б розійтися. Весло тримається в кочеті, що зветься «форкола» (італ. forcola). Форкола має складну форму, дозволяючи реалізовувати декілька положень весла для повільного руху вперед, потужного швидкого веслування, обертання і поворотів човна, уповільнення та веслування назад.
На носі гондоли встановлюється особливий залізний гребінь — «ферро» (італ. ferro). Його встановлення має декілька цілей: залізний наконечник захищає ніс човна; є противагою гондольєрові, що стоїть на протилежному кінці; за ним визначають висоту мосту і можливості проходу гондоли під ним. Широко відома символіка ферро: шість зубців символізують шість сестьєре (районів) міста, ще один, який виступає в протилежний бік від решти — острів Джудекку, Його S-подібна форма нагадує Великий канал (Гранд-канал) або капелюх дожів, просвіт над верхнім зубчиком — міст Ріальто.
Найбільша кількість пасажирів, що перевозяться на гондолі становить шість осіб. Допускається наявність маленької пасажирської каюти, де пасажири можуть сховатися від сонця й дощу. Завдяки конструкції човна, веслуючи гондольєр докладає однакове зусилля, як для порожньої, так і для повністю завантаженої гондоли.
Відхилення в конструкції гондоли допускаються тільки для спеціальних або церемоніальних човнів. Такими є, наприклад, гондола ді регата (італ. gondola di regatta), призначена для участі в змаганнях або трагетто (італ. traghetto), — пором, що вміщує до 15 осіб, який пересувається поперек каналів.

## Керування
Асиметрична форма човна дозволяє весляру — гондольєрові керувати човном одним веслом, перебуваючи збоку від лінії, що розділяє човен уздовж навпіл. Гондольєр стоїть на човні і керує ним, дивлячись у напрямку руху. Весло також виконує роль керма.
Гондольєр — чоловіча професія, яка вимагає великої майстерності. Вона сповнена романтизмом, гондольєри навіть мають особливий вид пісень — баркарола (від італ. barka — «човен»). 2009 року у Венеції з'явилася перша жінка — ліцензована гондольєрка.